# Canton d'Ébreuil
Le canton d'Ébreuil est une ancienne division administrative française située dans le département de l'Allier et la région Auvergne. Il a été supprimé à la suite du redécoupage cantonal de 2014.

## Géographie
Ce canton était organisé autour d'Ébreuil dans l'arrondissement de Montluçon. Son altitude variait de 296 m (Naves) à 765 m (Échassières) pour une altitude moyenne de 446 m.

## Histoire et patrimoine
Le chef-lieu, d'abord situé à Bellenaves (= canton de Bellenaves), a été transféré à Ébreuil en 1802.

### Patrimoine
Le canton voit au Moyen Âge la construction de nombreux édifices comme le château de Veauce, celui de Bellenaves, celui de Naves, l'église romane de Veauce, ou encore l'abbaye Saint-Léger d'Ébreuil. L'église de Vicq, son clocher tronqué et sa crypte mérovingienne, ainsi que celle de Bellenaves avec son tympan qui présente la Cène sont également à noter.

### Découpage administratif
Le redécoupage des cantons du département de l'Allier a supprimé ce canton : ses communes sont rattachées au nouveau canton de Gannat,.

## Représentation

### Conseillers généraux de 1833 à 2015
| Période     | Période                   | Identité                                            | Étiquette              | Qualité |
| ----------- | ------------------------- | --------------------------------------------------- | ---------------------- | --- |
| 1833        | 1839                      | Victor Boirot                                       |                        | Juge de paix - Adjoint au maire de Vicq                                                                                                   |
| 1839        | 1848                      | Edme Bernard Gauthier d'Hauteserve                  | Majorité ministérielle | Conseiller référendaire à la Cour des Comptes Propriétaire à Chirat-l'Église Ancien député des Hautes-Pyrénées (1831-1845)                |
| 1848        | 1852 (démission d'office) | Alexis Secrétain                                    |                        | Docteur en médecine - Maire d'Ébreuil |
| 1852        | 1861                      | Edme Bernard Gauthier d'Hauteserve                  | Majorité ministérielle | Conseiller référendaire à la Cour des Comptes Propriétaire à Chirat-l'Église Président du Conseil général de l'Allier (1853-1861)         |
| 1861        | 1870                      | Urbain Desboudard                                   |                        | Juge de paix à Ébreuil |
| 1870        | 1877                      | Nestor Lesbre                                       | Droite Bonapartiste    | Maire d'Ébreuil (1868-1876) |
| 1877        | 1884 (décès)              | Charles de Cadier, Baron de Veauce                  | Monarchiste            | Sénateur (1876-1884) - Propriétaire à Veauce                                                                                              |
| 1884        | 1889                      | Guillaume Roger Pellissier de Féligonde (1834-1920) | Droite                 | Propriétaire et maire d'Ébreuil (1884-1896)                                                                                               |
| 1889        | 1929 (décès)              | François Baratier (1847-1929)                       | Républicain rallié     | Docteur en médecine de la Faculté de Paris Propriétaire à Bellenaves, conseiller d'arrondissement                                         |
| 1929        | 1940                      | Auguste Trapenard (1880-1969)                       | RG                     | Médecin du service des enfants assistés de la Seine Propriétaire des mines de wolfram à Bellenaves Nommé conseiller départemental en 1942 |
|             |                           |                                                     |                        | |
| 1945        | 1955 (décès)              | Gilbert Grancher (1879-1955)                        | SFIO                   | Retraité des P.T.T.(Inspecteur) Maire d'Ébreuil                                                                                           |
| 1956        | 1963 (démission)          | Gilles Gozard                                       | SFIO puis UDT          | Avocat Député (1946-1958) Conseiller municipal de Moulins (1947-1955)                                                                     |
| 19 mai 1963 | 1970                      | Fernand Villeneuve                                  | SFIO                   | Emboucheur Maire de Lalizolle |
| 1970        | 1976                      | Joseph Katz                                         | UDR                    | Officier général du cadre de réserve Conseiller municipal de Chouvigny                                                                    |
| 1976        | 1994                      | Félicien Barthoux (1914-2009)                       | PCF                    | Domestique agricole, ouvrier puis artisan coiffeur Maire de Bellenaves (1959-1995)                                                        |
| 1994        | 2015                      | Dominique Bidet                                     | PCF                    | Agriculteur Maire de Bellenaves (1995-2020) Vice-président du Conseil général                                                             |

### Conseillers d'arrondissement (de 1833 à 1940)
- Le canton d'Ébreuil avait deux conseillers d'arrondissement jusqu'en 1892.
- De 1833 à 1926, le canton d'Ébreuil faisait partie de l'arrondissement de Gannat.

| Période                                  | Période             | Identité                           | Étiquette          | Qualité |
| ---------------------------------------- | ------------------- | ---------------------------------- | ------------------ | --- |
| 1833                                     | 1848                | M. Delaplanche                     |                    | Propriétaire à Bellenaves                                                                                   |
| 1833                                     | 1836                | Pierre Lesbré                      |                    | Notaire à Ébreuil                                                                                           |
| 1836                                     | 1842                | Gilbert Mathieu Rozier (1767-1856) |                    | Avocat et notaire à Ébreuil                                                                                 |
| 1842                                     | 1848                | Pierre Lesbré                      |                    | Notaire à Ébreuil                                                                                           |
|                                          |                     |                                    |                    | |
| av.1880                                  | 1892                | Jean Péronnet-Cassard              | Républicain modéré | Propriétaire, banquier, minotier à Ébreuil                                                                  |
| av.1880                                  | 1892                | Jean Claude Bourilhet              | Républicain        | Propriétaire à Louroux-de-Bouble                                                                            |
| 1886                                     | 1892                | François Baratier                  | Conservateur       | Docteur en médecine de la Faculté de Paris, propriétaire à Bellenaves                                       |
| 1892                                     | 1898                | Pierre Purelle                     | Républicain modéré | Maire de Sussat                                                                                             |
| 1898                                     | 7 mars 1922 (décès) | Jean-Antoine Viple (1851-1922)     | Radical            | Médecin, maire d'Ébreuil                                                                                    |
| 1922                                     | 1934                | Joseph Viple (fils du précédent)   | Radical            | Procureur de la République à Cusset, propriétaire, maire d'Ébreuil (1922-1944)                              |
| 1934                                     | 1940                | Louis Paul Desfossés (1869-1944)   | Radical            | Médecin militaire, propriétaire à Ébreuil                                                                   |
| 1940                                     |                     |                                    |                    | Les conseils d'arrondissement ont été suspendus par la loi du 12 octobre 1940 et n'ont jamais été réactivés |
| Les données manquantes sont à compléter. |                     |                                    |                    | |

Sources : Archives départementales de l'Allier, rubrique "Presse" - https://archives.allier.fr/archives-en-ligne/presse?arko_default_63e27309704a6--ficheFocus=

## Composition
Le canton d'Ébreuil regroupait quatorze communes et comptait 4 601 habitants en 2012 (population municipale).
| Nom                 | Code Insee | Intercommunalité                 | Population (dernière pop. légale) |
| ------------------- | ---------- | -------------------------------- | --------------------------------- |
| Ébreuil (chef-lieu) | 03107      | CC Saint-Pourçain Sioule Limagne | 1 251 (2014)                      |
| Bellenaves          | 03022      | CC Saint-Pourçain Sioule Limagne | 1 016 (2014)                      |
| Chirat-l'Église     | 03077      | CC Saint-Pourçain Sioule Limagne | 124 (2014)                        |
| Chouvigny           | 03078      | CC Saint-Pourçain Sioule Limagne | 217 (2014)                        |
| Coutansouze         | 03089      | CC Saint-Pourçain Sioule Limagne | 139 (2014)                        |
| Échassières         | 03108      | CC Saint-Pourçain Sioule Limagne | 389 (2014)                        |
| Lalizolle           | 03135      | CC Saint-Pourçain Sioule Limagne | 337 (2014)                        |
| Louroux-de-Bouble   | 03152      | CC Saint-Pourçain Sioule Limagne | 260 (2014)                        |
| Nades               | 03192      | CC Saint-Pourçain Sioule Limagne | 151 (2014)                        |
| Naves               | 03194      | CC Saint-Pourçain Sioule Limagne | 110 (2014)                        |
| Sussat              | 03276      | CC Saint-Pourçain Sioule Limagne | 104 (2014)                        |
| Valignat            | 03295      | CC Saint-Pourçain Sioule Limagne | 81 (2014)                         |
| Veauce              | 03302      | CC Saint-Pourçain Sioule Limagne | 37 (2014)                         |
| Vicq                | 03311      | CC Saint-Pourçain Sioule Limagne | 330 (2014)                        |

Ces quatorze communes appartiennent à la Communauté de communes Sioule, Colettes et Bouble.

## Démographie
| 1962  | 1968  | 1975  | 1982  | 1990  | 1999  | 2006  | 2011  | 2012  |
| ----- | ----- | ----- | ----- | ----- | ----- | ----- | ----- | ----- |
| 6 706 | 5 922 | 5 146 | 4 714 | 4 267 | 4 421 | 4 571 | 4 625 | 4 601 |